# Pagrus major
Pagrus major és un peix teleosti de la família dels espàrids i de l'ordre dels perciformes.

## Morfologia
Pot arribar als 100 cm de llargària total.

## Distribució geogràfica
Es troba a les costes del Pacífic nord-occidental (des del nord-est del Mar de la Xina Meridional -llevat de les Filipines- fins al Japó).